# Stefania Jaworska

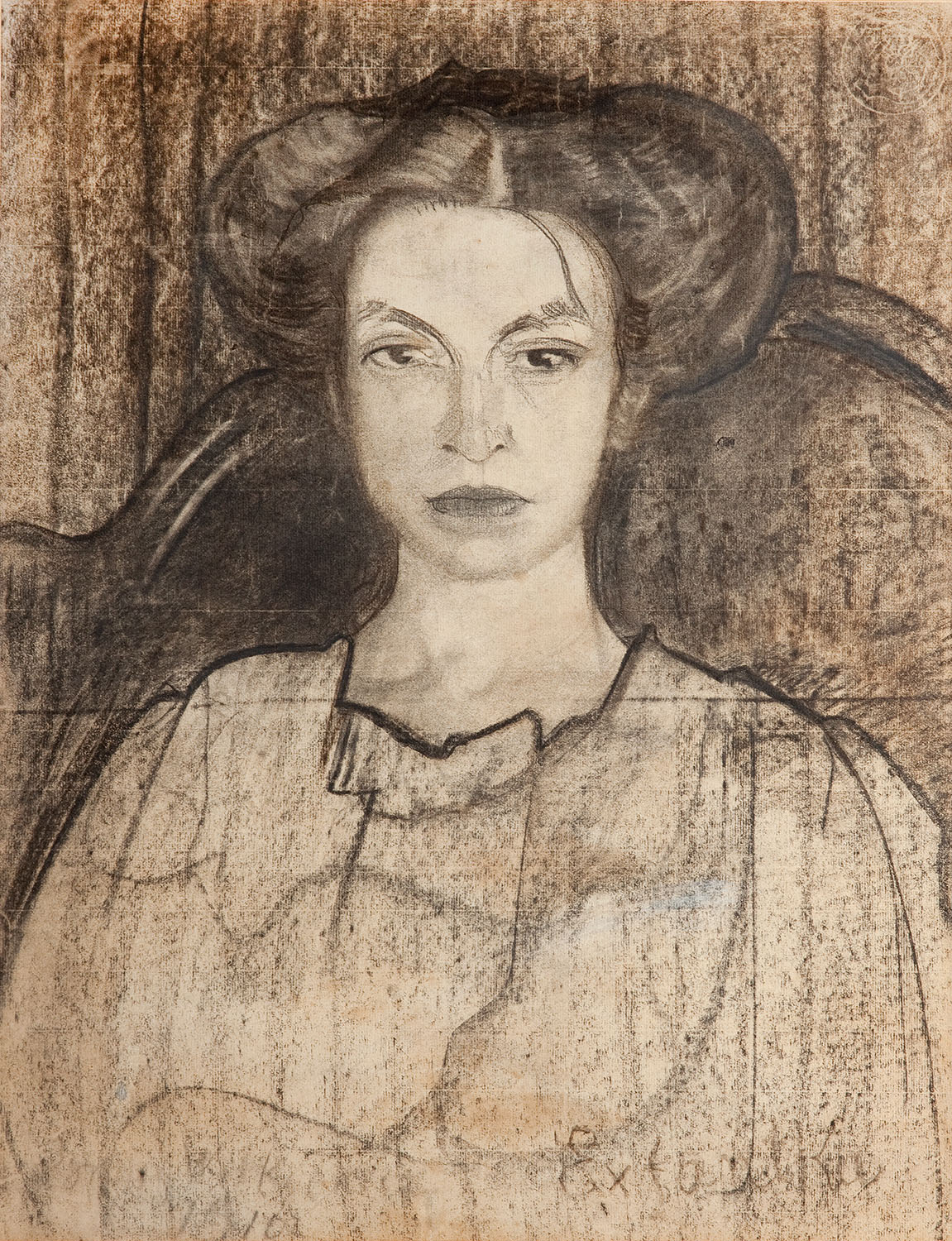
Portret Stefanii Jaworskiej z Klemensiewiczów autorstwa S. I. Witkiewicza (ok. 1910) znajdujący się w kolekcji sztuki Wojciecha Fibaka

Stefania Jaworska z domu Klemensiewicz (ur. 13 września 1882 w Bieczu, zm. 18 listopada 1977 w Krakowie) – polska polonistka i germanistka, pedagog i tłumaczka.

## Życiorys
Studiowała filologię polską i germańską na uniwersytetach: wiedeńskim, krakowskim oraz lwowskim. W 1909 w Krakowie wyszła za prozaika i publicystę – Romana Jaworskiego. W 1910 przenieśli się oni z Krakowa do Lwowa, gdzie Jaworska pracowała jako nauczycielka w gimnazjum Strzałkowskiej. W latach 1910–1911 uczestniczyła wraz z mężem w tworzeniu Klubu Konstrukcjonalistów. W 1913 małżeństwo (nieformalnie) rozpadło się. Po 1918 Jaworska przeniosła się do Łodzi, gdzie podjęła pracę nauczycielki w Państwowym Gimnazjum im. Mikołaja Kopernika. Po II wojnie światowej była zaangażowana w organizowanie Muzeum Sztuki w Łodzi, wspierając w tym działaniu kustosza – Romana Zrębowicza. Do końca życia była zaangażowana w tworzeniu przekładów poezji niemieckiego romantyzmu oraz poezji polskiej na język niemiecki, m.in. Cypriana Kamila Norwida, wraz z Krystyną Leo. Należała do Towarzystwa Ochrony Piękności Krakowa i Okolicy.
Jaworska była propagatorką działalności swojego męża – Romana Jaworskiego. Pomimo kilku lat trwania małżeństwa, pełniła także rolę archiwistki rodzinnej, która zachowała i przetłumaczyła adresowane do nich listy (w tym m.in. od Witkacego).
Witkacy jest autorem kilku portretów Stefani Jaworskiej.

### Życie prywatne
Była córką Ludwika Klemensiewicza i Lucyny ze Szreniawa-Wieruskich. Jej mężem był prozaik i publicysta – Roman Jaworski. Zmarła bezpotomnie.
Pochowana na cmentarzu Rakowickim w Krakowie (kwatera: FB, rząd: zachodni, miejsce: po prawej Lassocińskich).

## Tłumaczenia
- Joseph Hochmann, Louis Colombier, „Życie Atomów” (Lwów 1927)[7],
- Augustin Boutaric(inne języki), „Stale odporne na korozję i stale żaroodporne” (Katowice 1964)[8],
- Stanisław Ignacy Witkiewicz, „Listy niemieckie Witkacego do Romana i Stefanii Jaworskich”[1].